# Gunzelin de Misnie
Gunzelin de Misnie dit Gunzelin de Kuckenburg (né vers 965 – vers 1017) fut Margrave de Misnie de 1002 à 1009. 

## Origine
Gunzelin est le second fils Gunther de Mersebourg, frère cadet de Ekkehard Ier de Misnie et selon le chroniqueur Dithmar de Mersebourg il serait le demi-frère (sans doute utérin) de Bolesław de Pologne.
En 1002 après l'échec de la tentative d'Ekkehard de se faire élire roi de Germanie et son meurtre peu après Bolesław occupe la Misnie, le nouveau roi Henri II l'oblige à se retirer mais lui laisse la Marche de Lusace. La Lusace se trouve ainsi détachée de la Misnie, qui est laissée à Gunzelin à la demande de Bolesław. 
À l'automne 1004, Gunzelin prend part au siège victorieux mené par Henri II du château de Budusin, près Bautzen qui avait été occupé par les Polonais en 1002.  Dithmar de Mersebourg rapporte que le château aurait été  rasé sans l'insistance de Gunzelin pour que les Polonais soient laissés libres de partir et l'édifice préservé. Les Polonais en retraite dévastent néanmoins une partie de la marche de Misnie et Gunzelin se retire ensuite à Budusin. 
Gunzelin entre en conflit avec ses neveux Hermann et Ekkehard II, dans ce qui est l'une des pires guerres privées du XIe siècle allemand.
L'origine du conflit est « l'insulte et l'humiliation liée à la prise et à la destruction d'une résidence fortifiée »  Il est également lié aux soupçons qui pèsent sur Gunzelin de vendre des Wendes capturés à des juifs comme esclaves. Le commerce d'esclaves slaves est largement pratiqué dans le Nord-Est de l'Allemagne à cette époque. Parfois même des populations germaniques se trouvent aussi réduites en esclavage. la majorité des esclaves sont toutefois des prisonniers de guerre. L'Église cependant s'oppose au commerce des esclaves : Thietmar s'élève contre la « pratique barbare » des Saxons de diviser les familles en les vendant. 
Gunzelin et Bolesław maintiennent des relations amicales jusqu'en 1009, quand le premier est déposé par Henri II qui le soupçonne d'une alliance avec Bolesław contre lui. L'empereur se rend à Mersebourg pour y tenir une cour impériale, où Gunzelin est arrêté et confié à la garde d'Arnulf évêque d'Halberstadt. Gunzelin est emprisonné pendant huit ans dans le village agricole de Ströbeck dans l'archidiocèse de Magdebourg et sa fonction de margrave est accordée à son neveu Hermann Ier. Il occupe sa détention à jouer aux échecs et à instruire la population locale. Libéré en 1017 il meurt peu après.